# John Dillinger

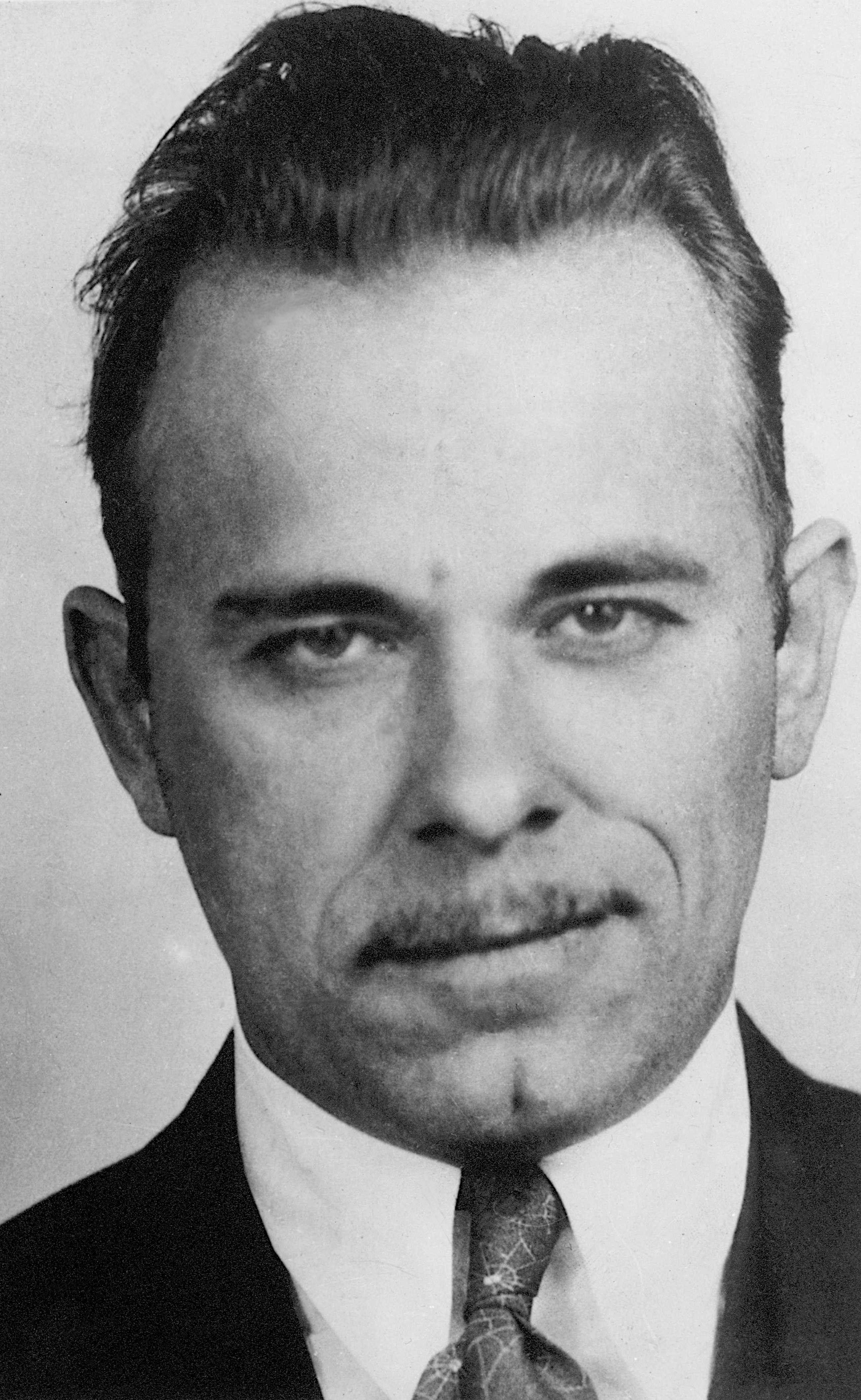
John Dillinger

John Herbert Dillinger (* 22. Juni 1903 in Indianapolis, Indiana; † 22. Juli 1934 in Chicago, Illinois) war ein US-amerikanischer Gangster, der sich mit seiner Bande auf  Bankraub spezialisierte.
Das FBI setzte auf ihn ein Kopfgeld von 10.000 US-Dollar aus (etwa 230.000 US-Dollar nach heutiger Kaufkraft) und erklärte ihn als erste Person überhaupt zum „Staatsfeind Nr. 1“. Dillinger wurde am 22. Juli 1934 beim Verlassen eines Kinos von mehreren FBI-Agenten erschossen, nachdem er von seiner Bekannten Anna Sage, der „Frau in Rot“, verraten worden war.

## Leben
Dillinger wurde am 22. Juni 1903 im mittelständischen Stadtviertel Oak Hill von Indianapolis geboren, wo er auch aufwuchs. Sein Vater John Wilson Dillinger (1864–1943) war Händler; seine Mutter Mary Ellen „Mollie“ Lancaster (1870–1907) starb, als Dillinger drei Jahre alt war. Er war ein Enkel des 1831 im preußischen Gisingen (ein nahe Dillingen/Saar gelegenes Dorf, heute Ortsteil der Gemeinde Wallerfangen im Landkreis Saarlouis) geborenen Mathias Dillinger (1831–1912), der im Jahr 1854 von Deutschland in die USA ausgewandert war. Zwischen dem Tod der Mutter und der zweiten Ehe des Vaters – er heiratete 1912 Elizabeth „Lizzie“ Fields (1878–1933) – kümmerte sich Dillingers ältere Schwester Audrey (1889–1987) um ihren kleinen Bruder.
Nachdem Dillinger die Schule beendet hatte, arbeitete er in einer Maschinenfabrik. Die Arbeit unterforderte ihn, und er trieb sich abends herum, was seinen Vater beunruhigte und ihn zu einem Umzug in das ländliche Mooresville veranlasste. Doch auch hier hielt sich Dillinger nicht aus Problemen heraus. Nachdem er wegen eines Autodiebstahls in Konflikt mit dem Gesetz geraten war, trat er im Juli 1923 in die US Navy ein und wurde auf dem Schlachtschiff Utah als Heizer eingesetzt. Er desertierte jedoch schon im Dezember und kehrte nach Mooresville zurück, wo er 1924 Beryl Ethel Hovious (1906–1993) heiratete (die Ehe wurde 1929 wieder geschieden) und sich auch niederlassen wollte. Jedoch wurde er wegen des Diebstahls von 41 Hühnern angezeigt, und nur mit Hilfe seines Vaters konnte ein Prozess vermieden werden. Dillinger begann, Baseball zu spielen, und lernte dabei Ed Singleton kennen.
Wegen seiner Geldprobleme versuchte er, zusammen mit Singleton einen Händler zu überfallen. Das Vorhaben misslang – offenbar weil sein Partner nicht wie abgesprochen mit einem Fluchtwagen gewartet hatte. Dillinger wurde verhaftet und, nachdem ihn sein Vater dazu überredet hatte zu gestehen, zu 10 bis 20 Jahren Haft verurteilt. Singleton plädierte auf unschuldig und wurde zu zwei bis vier Jahren verurteilt. Am 10. Mai 1933 wurde Dillinger nach neun Jahren und mehreren Ausbruchsversuchen freigelassen. Eine seiner ersten Taten nach der Entlassung war ein Überfall auf eine Bank in Bluffton, Ohio. Am 22. September 1933 wurden Dillinger und seine Bande gefasst und zu Haft im Staatsgefängnis in Lima, Ohio, verurteilt.

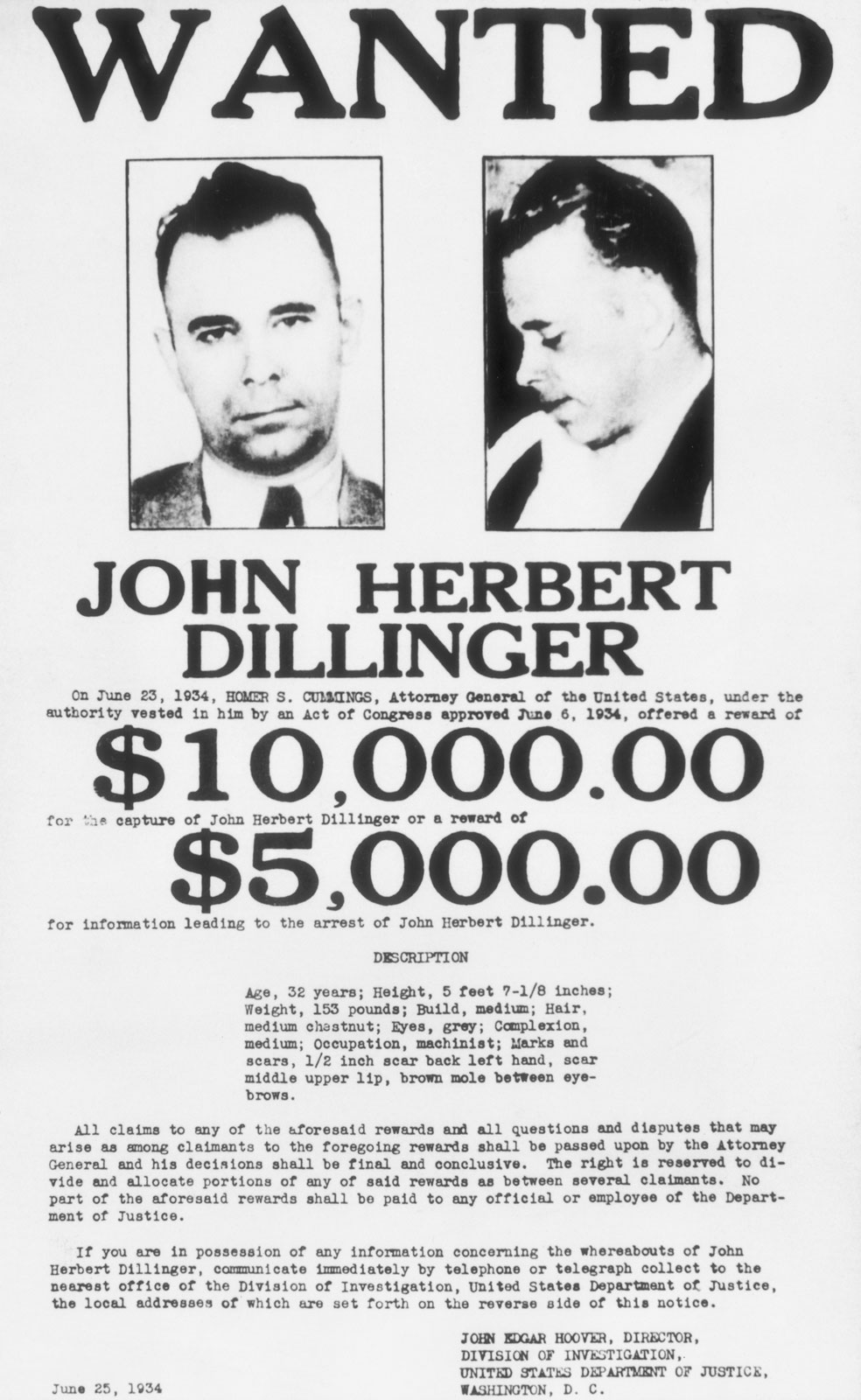
Dillingers Fahndungsplakat

Ein Teil seiner Bande konnte mit Hilfe von Gewehren, die in die Zellen geschmuggelt worden waren, aus dem Gefängnis ausbrechen, wobei sie zwei Wächter töteten. Am 12. Oktober 1933 kehrten die entflohenen Gefangenen zurück, um Dillinger zu befreien, ein weiterer Wächter kam bei dem Feuergefecht ums Leben. Zur Untersuchung des Falles wurde das BOI, Vorläufer des heutigen FBI, zu Hilfe gerufen. Anhand der Fingerabdrücke wurden die Täter schnell identifiziert. Mit seiner Bande beraubte Dillinger mehrere Banken und auch zwei Waffenlager der Polizei, wobei er Maschinengewehre, Munition und kugelsichere Westen erbeutete. In dieser Zeit lernte er Evelyn Frechette kennen. Am 14. Dezember 1933 erschoss John Hamilton, ein Mitglied von Dillingers Bande, einen Polizisten in Chicago. Als nächstes großes Ziel suchten sich die Räuber die National Bank in Chicago aus, bei deren Überfall ein Polizist getötet wurde. Die Mitglieder der Bande flohen zunächst nach Florida und dann nach Tucson, Arizona, wo sie jedoch verhaftet wurden.
Dillinger konnte sich am 3. März 1934 erneut aus dem Gefängnis befreien. Später behauptete er, die Wachen mit einer aus Holz und Schuhcreme gebastelten Attrappe einer Pistole bedroht zu haben. Er floh mit dem Auto des Sheriffs nach Chicago. Da er mit dem Wagen die Grenze eines Bundesstaates passiert hatte, wurde dieser Fall zur Angelegenheit des BOI.
In Chicago überfiel Dillinger mit den übrigen Mitgliedern seiner Bande weitere Banken. Die Polizei konnte ihn schließlich in einer Wohnung stellen, wo er bei einem Schusswechsel angeschossen wurde, aber fliehen konnte. Bis seine Wunde geheilt war, versteckte er sich bei seinem Vater in Mooresville.
Später überfiel Dillinger zusammen mit Homer Van Meter, einem Mitglied seiner Bande, eine Polizeistation in Warsaw, Indiana. Das BOI erhielt unterdessen einen Tipp, wo sich Dillinger versteckt hatte, und fuhr mit mehreren Agenten dorthin. Es kam zu einem Schusswechsel. Dillinger gelang es jedoch, wieder zu fliehen. Gleichzeitig erschoss Lester Baby Face Nelson Gillis, ein Mitglied der Dillinger-Bande, bei einer Verkehrskontrolle einen FBI-Beamten und verletzte weitere.

## Tod

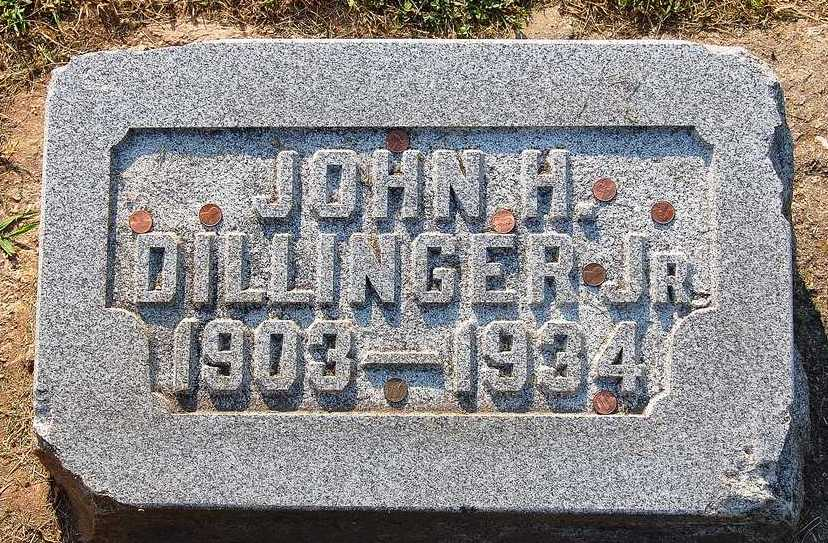
Dillingers Grab auf dem Crown Hill Cemetery in Indianapolis

Am 21. Juli 1934 kontaktierte Anna Sage das BOI, das versuchte, Dillinger dingfest zu machen. Sage war eine Mitbewohnerin von Polly Hamilton, der Dillinger freundschaftlich verbunden war. Für Informationen über Dillinger forderte sie 10.000 US-Dollar und eine dauerhafte Einbürgerung durch die Einwanderungsbehörde. Als das BOI auf das Geschäft einging, verriet Sage, dass sie zusammen mit Dillinger und Polly Hamilton am nächsten Tag das Biograph-Kino in 2433 North Lincoln Avenue, Chicago, besuchen wolle, um sich den Film Manhattan Melodrama mit Myrna Loy, deren Fan er war, anzuschauen. Um eine schnellere Identifikation von Dillinger zu erreichen, trug Sage vereinbarungsgemäß ein orangefarbenes Kleid, das im künstlichen Licht der Straßenlampen rötlich wirkte und dadurch zu ihrem Medien-Spitznamen Lady in Red führte.
Als Dillinger am Abend des 22. Juli 1934 mit den beiden Frauen das Kino verließ, versuchten die BOI-Agenten unter der Führung von Melvin Purvis, ihn festzunehmen. Dillinger erkannte die Situation und wurde beim Versuch, seine Waffe zu ziehen, von drei Projektilen tödlich getroffen. Die Agenten Charles Winstead, Clarence O. Hurt und Herman E. Hollis gaben insgesamt fünf Schüsse ab. Sage bekam nur 5.000 US-Dollar (etwa 120.000 US-Dollar nach heutiger Kaufkraft) des ausgesetzten Kopfgelds und wurde 1936 nach Rumänien abgeschoben.
John Dillinger wurde auf dem Crown Hill Cemetery in Indianapolis beigesetzt.
Seit der Beerdigung Dillingers gab es immer wieder Spekulationen, dass die auf dem Crown Hill Cemetery beerdigte Person nicht wirklich Dillinger sei. Begründet wurde dies mit Unstimmigkeiten in der Personenbeschreibung der bestatteten Person. Im Jahr 2019 stellte Michael Thompson, der Neffe Dillingers, den Antrag auf Exhumierung und Untersuchung der sterblichen Überreste, um diese Fragen zu klären. Am 3. Juli 2019 genehmigte das Indiana State Department of Health den Antrag Thompsons und setzte das Datum der geplanten Exhumierung auf den 16. September 2019 fest. Die Friedhofsverwaltung von Crown Hill lehnte den Plan jedoch ab, da sie darin eine im Wesentlichen kommerziell motivierte (die Aktion wurde durch den History Channel gesponsert) Störung der Totenruhe sah. Angesichts der Querelen zog sich der Fernsehsender ohne Begründung wieder aus dem Projekt zurück, aber der Neffe betrieb das Vorhaben der Exhumierung weiter und verklagte den Friedhof. Einige andere Familienangehörige Dillingers sprachen sich gegen den Plan aus, jedoch erteilte ein Gericht in Indiana am 5. Oktober 2019 erneut die Genehmigung, die Exhumierung durchzuführen. Als Termin wurde der 31. Dezember 2019 anvisiert. Die Friedhofsverwaltung kündigte an, vor Gericht in Revision gehen zu wollen. Dillinger wurde laut neuesten Informationen aus dem Januar 2020 nicht exhumiert, da auch der Neffe und die Nichte von diesem Plan abgerückt sind.

## Verfilmungen
- 1945 erschien die erste Verfilmung mit dem Originaltitel Dillinger, deutscher Titel Jagd auf Dillinger des Regisseurs Max Nosseck mit Lawrence Tierney als John Dillinger.
- 1973 erschien Jagd auf Dillinger von John Milius mit Warren Oates in der Hauptrolle.
- 1991 erschien ein Dillinger-Film mit Mark Harmon in der Hauptrolle unter der Regie Rupert Wrainrights mit dem Titel Dillinger – Staatsfeind Nummer 1.
- 2009 verfilmte der Regisseur Michael Mann das letzte Jahr im Leben John Dillingers in Public Enemies mit Johnny Depp und Christian Bale in den Hauptrollen.

## Sonstige kulturelle Verarbeitungen
- In der fünften Staffel der Zeichentrickserie Die Simpsons tritt Dillinger zusammen mit anderen „Verdammten“ wie John Wilkes Booth, Lizzie Borden, Richard Nixon, Benedict Arnold und Blackbeard als Geschworener in einem Prozess des Teufels gegen Homer Simpson auf.
- Max Allan Collins: Gangsterbräute 1934. Bastei Lübbe, Köln 1990, ISBN 3-404-13036-7. Collins’ zweiter historischer Kriminalroman mit dem Privatdetektiv Nate Heller rückt die Interaktionen der unabhängigen Depressionsära-Banden wie denen von Dillinger und Baby Face Nelson mit ermittelnden Behörden, der Chicagoer Mafia sowie der lokalen Politik in den Mittelpunkt.[14]
- „Dillinger è morto“ (Dillinger ist tot). Film von Marco Ferreri, Italien, 1968, mit Michel Piccoli, Annie Girardot u. v. a.

## Musik
- Der erste Musiker, der den Namen Dillinger annahm, war der jamaikanische Reggae-Deejay oder Reggae-Toaster Lester Bullock: Auf Anraten des Produzenten Lee Perry hin nannte er sich auf seiner ersten Single Ensome City Skank / Boloman Skank (1972) Young Dillinger. Seit 1973 / 1974 nennt er sich nur noch Dillinger.
- Die US-amerikanische Mathcore-Band The Dillinger Escape Plan benannte sich nach John Dillinger.
- Ein Lied von David Olney auf dem Album Through A Class Darkly aus dem Jahr 1999 heißt Dillinger.
- Ein US-amerikanischer Rapper und Musikproduzent nennt sich mit Künstlernamen Daz Dillinger.
- Dillinger Four ist eine US-amerikanische Punkband.
- Der britische Drum-and-Bass-Künstler Dillinja nannte sich auf seinen ersten Veröffentlichungen Dillinger.
- Der US-amerikanische Rapper und Musikproduzent Alexander Spit betitelte eines seiner Alben Dillinger.
- Die US-amerikanische Band Social Distortion schrieb über den “Public enemy #1” ihr Lied Machine Gun Blues.
- Die Band Jello Biafra and the Guantanamo School of Medicine schrieb ein Lied über John Dillinger.